# Higinio Morínigo
Higinio Morínigo Martínez (Paraguarí, 11 de gener de 1897 – Asunción, 27 de gener de 1983) va ser un polític i militar paraguaià. Va ser president del Paraguai entre 1940 i 1948, exercint un règim dictatorial nacionalista.